# Chaetostoma aburrensis
Chaetostoma aburrensis är en fiskart som först beskrevs av Posada, 1909.  Chaetostoma aburrensis ingår i släktet Chaetostoma och familjen Loricariidae. Inga underarter finns listade i Catalogue of Life.